# Netivot
Netivot (Hebreeuws: נתיבות, letterlijk ´wegen/paden´) is een stad in het zuiden van Israël met 32.513 inwoners (2016).

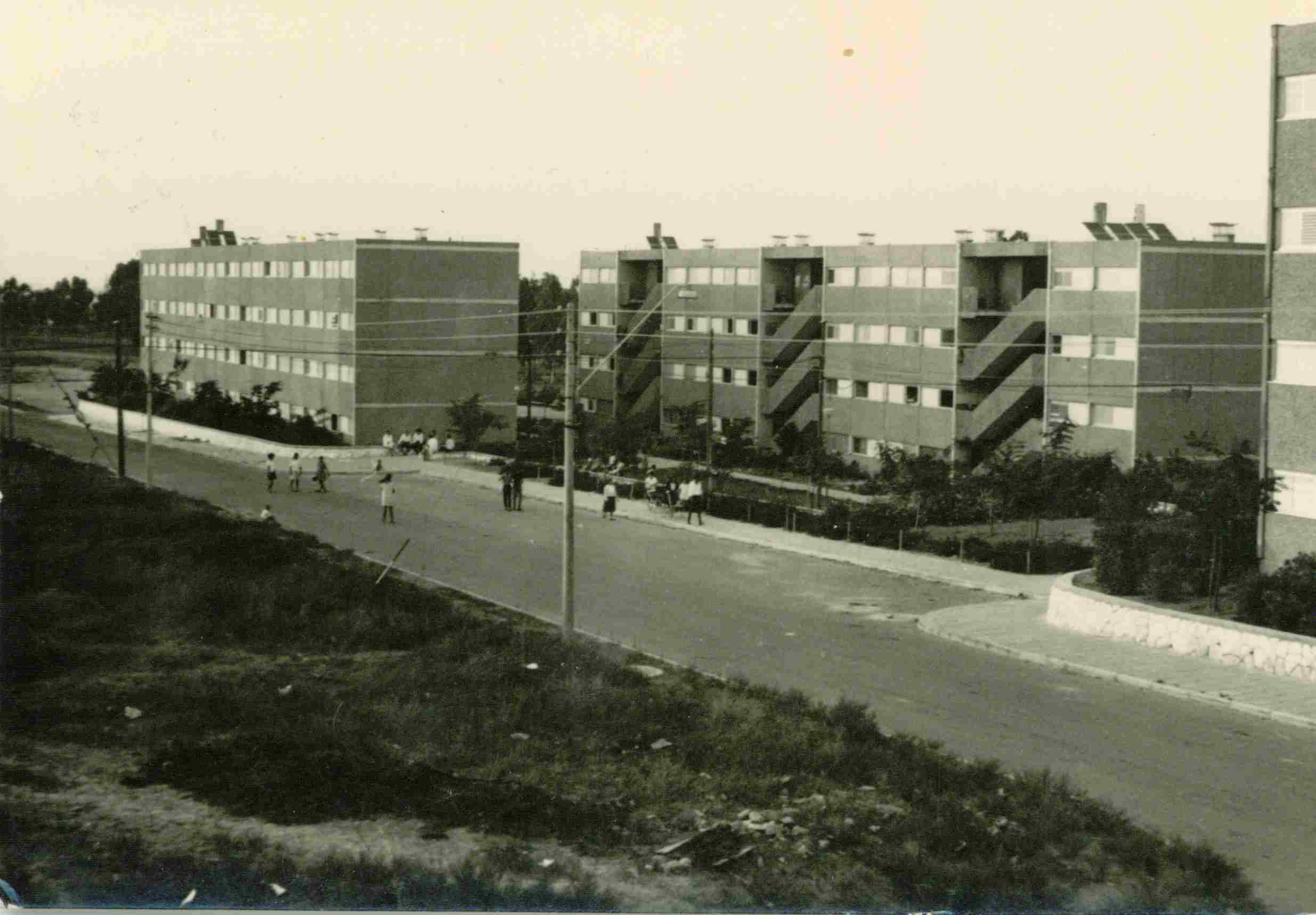
Netivot in de jaren 60

## Geschiedenis
Netivot werd op 10 mei 1956 gesticht voor de opvang van immigranten en werd aanvankelijk Azata genoemd. De stad geldt als voorbeeld van een Israëlische ontwikkelingsstad. Sinds de stichting heeft Netivot te maken met een hoge werkloosheid, geringe investeringen en relatief veel armoede. De bevolking bestaat grotendeels uit Mizrachi-Joden en inwijkelingen uit de voormalige Sovjet-Unie.

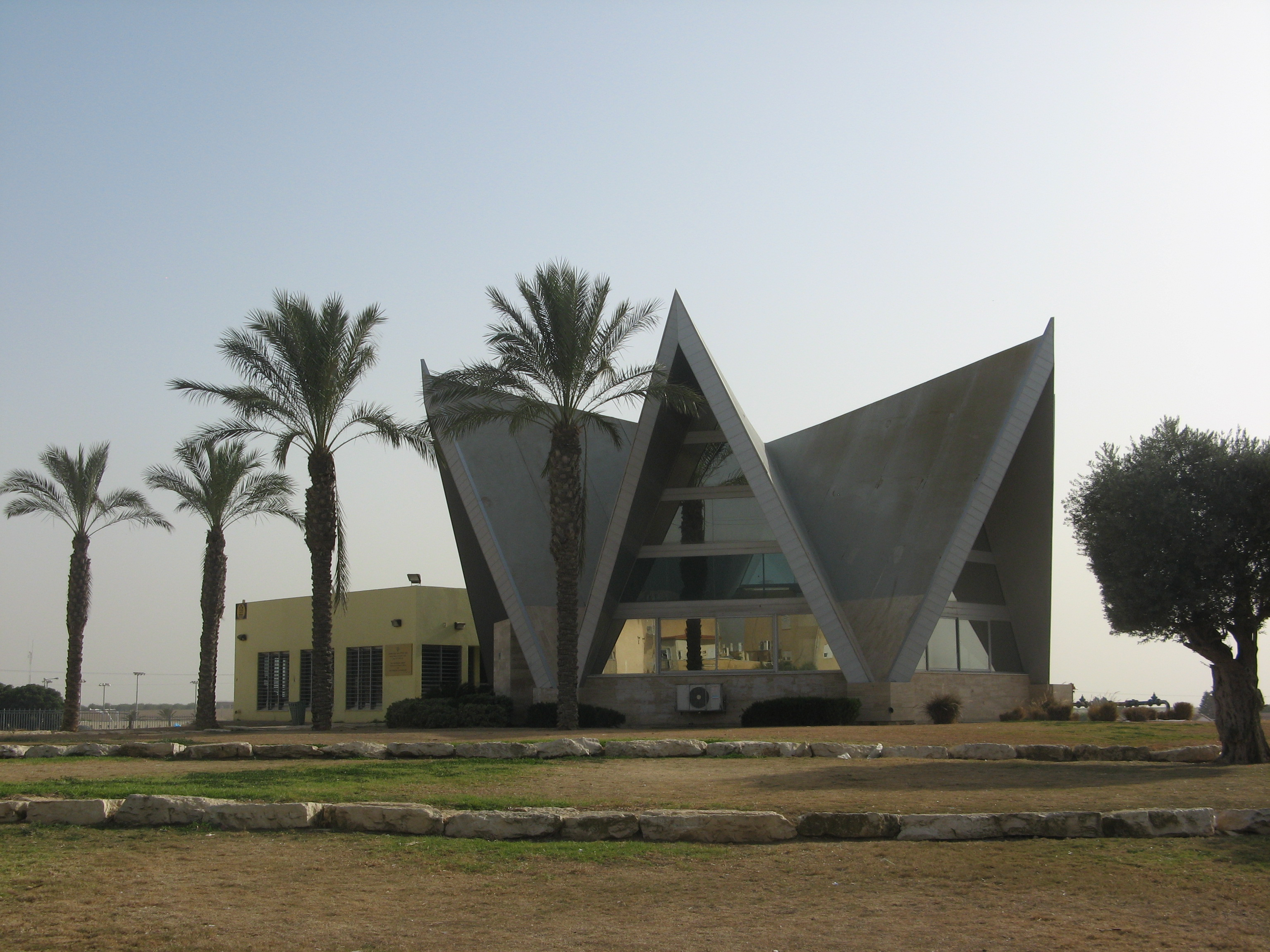
Ethiopisch cultureel centrum in Netivot

In tegenstelling tot de nabijgelegen ontwikkelingssteden Ofakim en Sderot ondergaat Netivot de afgelopen jaren een zekere opleving. Netivot heeft zich ontwikkeld tot pelgrimsoord vanwege het feit dat twee invloedrijke rabbijnen in de stad begraven zijn:
- Baba Sali (Rabbi Yisrael Abuhatzeira)
- Rabbi Shalom Ifargan

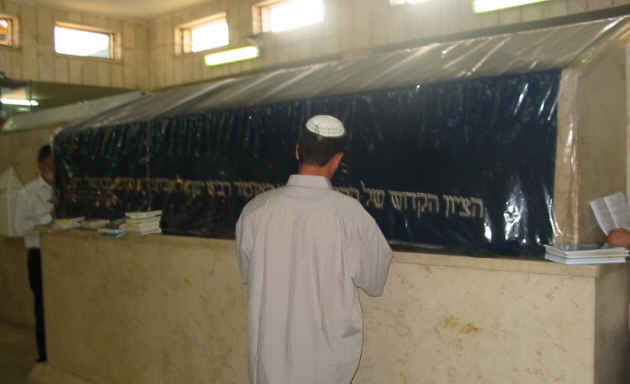
Het graf van Baba Sali in Netivot

Tijdens het jaarlijkse herdenkingsfeest voor de rabbijnen brengen grote aantallen religieuze Joden een bezoek aan Netivot om te bidden bij de graven.
De betekenis van Netivot als pelgrimsoord heeft de afgelopen jaren tot gevolg gehad dat de stad in toenemende mate een religieus karakter heeft gekregen. Er zijn vele nieuwe religieuze instellingen gebouwd.
Op 27 december 2008 werd Netivot voor het eerst getroffen door een vanuit de Gazastrook afgevuurde raket. Deze BM-21-Gradraket kwam terecht in een woonwijk, waardoor een 58-jarige man gedood werd.

## Transport
Netivot ligt aan de doorgaande weg van Beër Sjeva naar Asjkelon. Vanuit Netivot loopt er ook een weg naar de Gazastrook.
Recentelijk is Netivot middels een treinstation aangesloten op het spoorwegennet van Israel Railways.